# Monoteismo
Per monoteismo (dal greco μόνος, "unico, solo" e θεός, "dio") si intende la fede in una sola divinità identificata, in lingua italiana, con il termine Dio.
Le religioni che propriamente hanno questa definizione sono, in ordine di apparizione storica:
- Atonismo nell'antico Egitto (XIV secolo a.C.), considerato come la prima forma di monoteismo attestato, anche se non all'interno della tradizione giudaico-cristiana che pretende di risalire al 2000 a.C. (quando visse Abramo) in continuità con la "religione naturale" monoteistica da Adamo ad Abramo;
- Zoroastrismo (1000 a.C. - 800 a.C.), che in realtà nasce come religione dualista e tale è ancora per molti aspetti;
- Ebraismo dall'epoca dell'esilio babilonese che è datato al 550 a.C. ad oggi (Abramo però sarebbe vissuto attorno al 2000 a.C., pertanto i giudaici e i cristiani fanno risalire l'Ebraismo a quella data);
- Cristianesimo (cattolicesimo/protestantesimo/ortodossia), che nasce con la Pentecoste storica attorno al 33 d.C. in continuità con il Giudaismo (Gesù era un giudeo osservante);
- Islam  (VII secolo, sunnismo/sciismo/ibadismo): si auto-definisce "religione abramitica";
- Sikhismo  (XV secolo, in India): nasce dall'incontro-scontro fra Islam ed Induismo, ma non è una religione abramitica;
- Bahaismo (XIX secolo): si auto-definisce "religione abramitica";
- Ayyavazhi (XIX secolo): in realtà è un enoteismo;
- Rastafarianesimo (anni Trenta del XX secolo): molti studiosi la considerano una setta di origine cristiana, non una religione a sé stante.

Più propriamente, però, i monoteisti attribuiscono connotati di "personalità" al proprio Dio, tali da differenziarlo dalle altre divinità, che non sarebbero altro che semplice creazione umana (monoteismo esclusivo) o altre forme dello stesso Dio (monoteismo inclusivo).
Spesso si è avuta un'evoluzione: da un culto di tipo enoteistico, dove i fedeli accettano l'esistenza di altri dei stranieri, ma adorano solo ed esclusivamente il loro Dio, a quello monoteistico.

## Evoluzione storica dei principali monoteismi

### Atonismo
Nel XIV secolo a.C., il faraone Amenofis IV introdusse una riforma religiosa di stampo monoteistico in Egitto, il paese da lui governato. Pur non essendovi testimonianza di persecuzioni religiose che avrebbero accompagnato tale riforma, essa produsse la graduale chiusura dei templi della religione tradizionale e l'abbandono obbligatorio del culto degli antichi dei. Amenofi sosteneva l'idea di un unico dio, il sole (Aton), generatore di vita, che con i suoi raggi (rappresentati significativamente come mani protese al fedele) benedice l'umanità. Significativamente Amenofi mutò il proprio nome in uno celebrativo del nuovo dio (Akhenaton) e trasferì la sede del governo ad una nuova città, da lui fondata in onore di Aton (Akhetaton). La sua morte, avvenuta in circostanze non chiarite, segnò la fine della sua riforma, che non era stata intimamente accettata né dal popolo, il quale aveva continuato a praticare gli antichi culti, né dalla casta sacerdotale tradizionale, che non era disposta ad accettare quella diminuzione di potere che sarebbe conseguita con la fine dei culti tradizionali.

### Religioni abramitiche

#### Ebraismo
Il popolo d'Israele si considera il Popolo Eletto dal Signore quale reame di sacerdoti per il resto del mondo. Per poter adempiere a tale impegno il popolo ebraico ha seguito un lungo cammino, riconoscendo l'unicità di Dio e rifiutando qualsiasi altra divinità; a volte, soprattutto nel periodo biblico, tale processo è stato caratterizzato da fenomeni di acceso nazionalismo: poiché il Signore è il creatore di tutto l'Universo, il politeismo e l'idolatria delle popolazioni cananee erano visti come un pericolo per l'esistenza stessa del Popolo e della sua unità nazionale. I credenti di questa religione attendono il messia.

#### Cristianesimo
Nel cristianesimo l'unicità di Dio è in relazione con la divinità del Figlio e dello Spirito, come espresso nella dottrina trinitaria, definita a seguito della controversia ariana nel IV secolo. Una descrizione sintetica di questa visione è quella contenuta nel Catechismo del concilio di Trento": 
dobbiamo anche confessare l'esistenza di un solo Dio, non di più dei. Attribuendo infatti a Dio la suprema bontà e perfezione, è inconcepibile che l'infinito e l'assoluto si riscontrino in più d'un soggetto" .... "Tre di fatto sono le Persone nell'unica Divinità: quella del Padre, da nessuno generato; del Figlio, generato dal Padre anteriormente a tutti i secoli; dello Spirito Santo, pur dall'eternità procedente dal Padre e dal Figliolo. Nell'unica sostanza divina il Padre è la prima Persona che, con il Figlio unigenito e con lo Spirito Santo, forma un solo Dio, un solo Signore, non già nella singolarità di un'unica Persona, bensì nella trinità di un'unica sostanza".
La Chiesa di Gesù Cristo dei Santi degli Ultimi Giorni, comunemente detta Chiesa mormone, considera i componenti la trinità come tre esseri distinti e separati pur essendo uniti nei proposti e intenti.
La visione trinitaria non è fatta propria dai Testimoni di Geova che considerano Gesù Cristo figlio di Geova (Dio) minore rispetto a Geova Dio stesso.

#### Islam
L'Islam ha fatto propri molti elementi dell'ebraismo e del cristianesimo e del pensiero elementare arabo dei Ḥanīf. 
Come gli ebrei, e a differenza dei cristiani cattolici e ortodossi, i musulmani professano un monoteismo privo di pluralità di divinità e delle trinitarie "persone". Vedendo in Cristo un profeta e non il Figlio di Dio, considerano politeisti i cristiani, non riconoscendo la loro teoria trinitaria.
 
Dio è chiamato Allāh, e il loro libro sacro è il Corano, che nella forma maggioritaria di Islam praticata oggi da quasi tutti i musulmani (circa l'85%) è il Verbo di Dio: increato, esistente da sempre e che esisterà per sempre. Questa credenza ormai diffusa nell'Islam è pienamente accettata dall'Asharismo, ostile al Mutazilismo che invece credeva a un Corano creato e non eterno, fin quando però s'impose il pensiero di Ahmad ibn Hanbal, fondatore dell'Hanbalismo che costituisce la spina dorsale del sunnismo.